# 平成狸合戦ぽんぽこ
『平成狸合戦ぽんぽこ』（へいせいたぬきがっせんぽんぽこ、英語: Pom Poko）は、1994年7月16日に公開されたスタジオジブリ制作の日本のアニメーション映画。高畑勲監督長編アニメーション映画化第8作。キャッチコピーは「タヌキだってがんばってるんだよォ」。

## 概要
スタジオジブリが小金井市の新社屋で初製作する長編映画は高畑勲監督が原作・脚本・監督の3役を務めた初のオリジナル作品。同社における宮崎駿以外の監督による作品の中では、初めての監督原作作品である。また、ジブリの長編アニメーション映画作品の中で初めてナレーションや実写が採用された。
宮崎駿と鈴木敏夫は狸映画を作ろうと考え、そこに高畑勲監督を迎えることとなった。高畑は当初、『平家物語』を映像化しようと試みたがなかなか実現せず、宮崎と鈴木の2人が考えた案をもとに狸の平家物語のオリジナルシナリオを執筆した。開発が進む多摩ニュータウン（多摩市）を舞台に、その一帯の狸が「化学」（ばけがく）を駆使して人間に対し抵抗を試みる様子を描く物語を完成させる。スタジオ内の初のCG使用作品でもある。
1994年の邦画・配給収入トップ26億円を記録した。第49回毎日映画コンクールアニメーション映画賞、アヌシー国際アニメーション映画祭長編部門グランプリ（1995年）などを受賞した。日本で「ジブリがいっぱいCOLLECTION」シリーズとして発売されたセルビデオは、40万本を出荷した。
数年に1度、日本テレビ『金曜ロードSHOW!』枠で放送されている。

## あらすじ

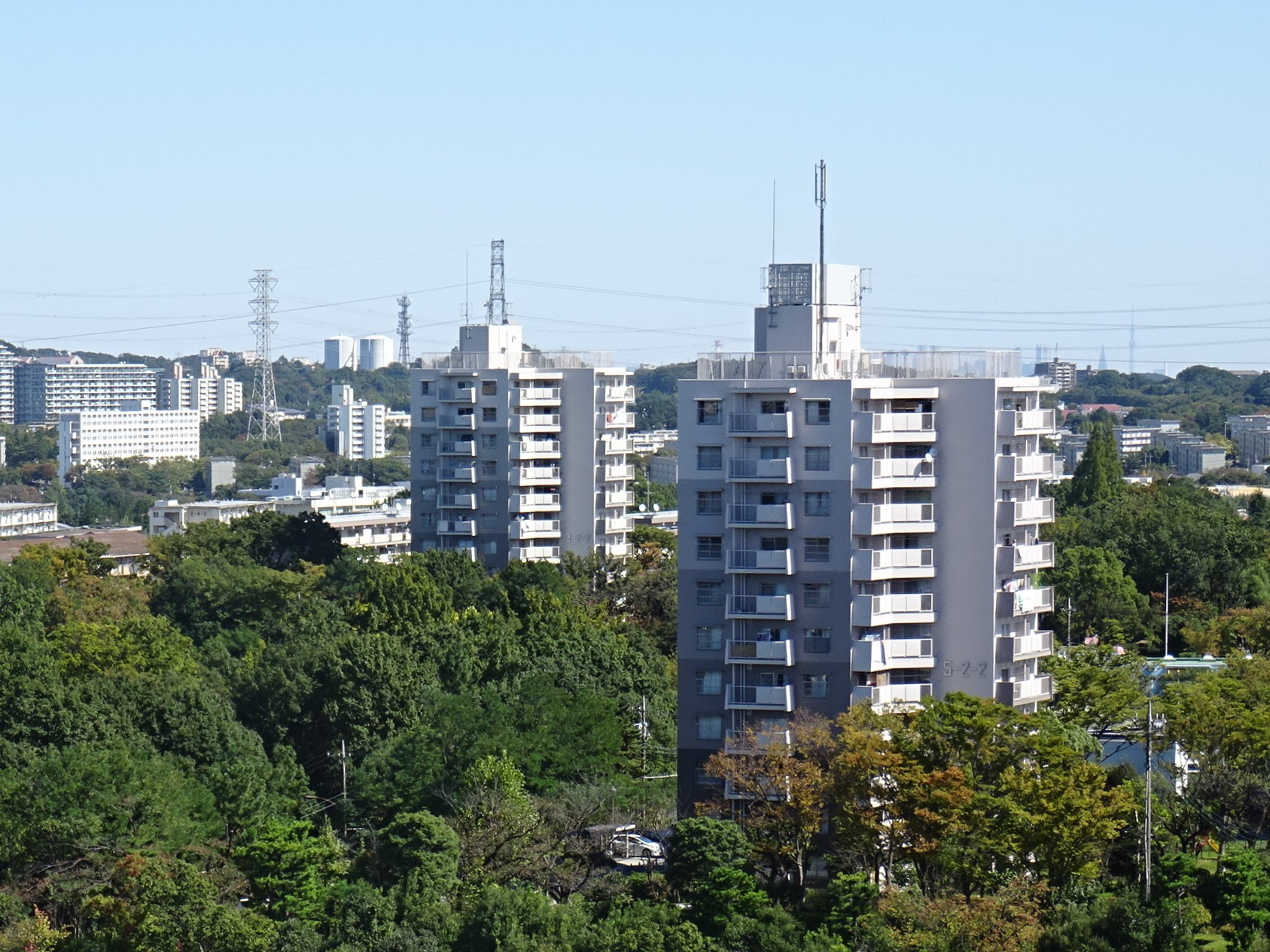
多摩ニュータウン（東京都多摩市豊ヶ丘）

昭和40年代、多くの狸たちが平和に暮らしていた多摩丘陵に、多摩ニュータウン開発計画による山や森の破壊が迫っていた。ある日、多摩の狸たちは結集し、総会を開いて開発阻止を決議する。伝統的変化術である化学（ばけがく）の復興と、四国・佐渡の名のある化け狸に助力を乞うことが決定される。
年が明けると、古狸の火の玉おろくから化学を教わった若手狸たちは、建設工事への抵抗を始める。開発業者のトラックを事故に追い込み、地蔵や稲荷神社の狐に化けて住民の信仰心に訴え、古典的なお化けにばけて人間を驚かした。
二年目には若手狸から選ばれた玉三郎と文太がそれぞれ四国と佐渡に派遣される。狸たちの抵抗運動は、一部の地権者や作業員に工事を思い止まらせ、「ニュータウンの怪」としてマスコミを賑わせるが、全体としては開発を阻止できない。
三年目、強硬派の権太と慎重派の正吉たちが対立しているところに、四国から太三朗禿狸・隠神刑部・六代目金長を伴って玉三郎が帰郷する。三長老の指導のもと、狸たちは具現化した百鬼夜行でニュータウンを襲う、妖怪大作戦を決行する。作戦のさなかに隠神刑部は精根尽きはて落命する。しかし、ニュータウン住民には拍手喝采のイリュージョンにしか映らず、あげくにワンダーランドの宣伝に利用されてしまう。
作戦が大失敗となったことで狸たちは意気消沈し結束が乱れていく。ワンダーランドの社長を抱き込んだ多摩の化け狐竜太郎が金長に接触し、化学を駆使して人間社会で生きる方がよいと唆すが、金長とその娘婿となった玉三郎は社長から一億円を巻き上げる。太三朗禿狸は踊念仏をはじめ、ついには宝船に変化して多摩川に繰り出し死出の旅に出る（補陀落渡海）。鶴亀和尚はテレビ局に犯行声明を送り付け、カメラの前で訴えようとするが、取材に訪れたのは興味本位のワイドショーだった。権太たち強硬派は姿を表して工事現場に座り込み、導入された警視庁機動隊と戦うが、敗北の末に命を落としてしまう。
四年目、佐渡の高名な変化狸・団三郎狸も既にこの世を去っていたことが明らかになり、苦心の末にその情報を得て佐渡から帰還した文太は故郷の変わりように愕然とし、まるで人間に化かされているようだと慟哭する。残った化け狸たちは最後の力を結集し、かつての美しい多摩丘陵の幻を人間たちに見せつける。
その後、狸たちはちりぢりになり、化学を使える狸は人間として暮らすようになり、化けることの出来ない狸達はいまだ自然の残る町田へ移り住んだ。正吉はストレスに耐えながら会社員として暮らしていた。ある晩、仕事帰りの正吉は、ぽん吉らかつての仲間がゴルフ場で宴会を開いて騒いでいるのを見つける。正吉もまた狸の姿になって再会を喜びあう。
そして、物語は観客へ向けたぽん吉のメッセージで幕を閉じる。

## キャラクター
語り
終盤、正吉の独白と語りの声をつなげる演出がなされる。これは年老いた正吉による語りであることを示唆する演出との解釈がある。

正吉
本作の主人公。本名：影森の正吉。冷静沈着な性格で思考が人間臭い。人間と共存すべきだと訴える穏健な狸たち“慎重派”のリーダー格。
一族揃って知人間派だった様子で、幼少期には人間の子供の遊ぶ姿を真似していた。
狸の世界の掟では人間世界に深く関わらないことを鉄則とする。しかし正吉の父親は、子供らが人間の行動を真似ることを咎めず、むしろけしかけていた節がある、と語られている。またその一方で、人間の残酷さや恐ろしさを何度も説教していたという。
こうした環境で育ったためか、正吉は一部の狸達から”まるで人間のようなやつ”と評されている。実際に、正吉は物語中で、多摩丘陵の狸達に変化狸達が食料調達を行う“配給制度”や狸の交通事故死を防ぐべく“交通安全運動”を行うこと、さらには人間に捕まってしまった狸達の救出部隊の設立を提案している。
その後は人間として暮らし、サラリーマンとして生活している。

おキヨ
本名：縁切り寺のキヨ。正吉の妻となり、4匹の子狸を授かる。
かつておキヨの祖父は鉄砲で撃たれて落命したが、人間に食べられたのではなく、立派な毛皮として高値で売られたと伝えられており、おキヨはそれを誇りとしている。なお、正吉とおキヨが演じた「双子の星作戦」の名称とその時のセリフは、宮沢賢治の童話「双子の星」からとったものである。
その後は人間として暮らし、スナックで働いている。
なお、4匹の子狸のその後については明言されていない。

鶴亀和尚
ぼたもち山万福寺に巣食う狸。年齢は105歳。狸たちのまとめ役で人間に対抗する作戦の立案や、各地の狸の長を集めて会合を開いたりしている。
僧侶らしく、術による作戦で人間の命を奪った形となった際は手厚く供養をしている。妖怪大作戦の失敗と、それらを全てワンダーランドの仕業とされたことが悔しく、狸の世界の掟を破ってでも、真実を伝えたいと決意する。テレビ取材では、信楽焼のタヌキの姿をとって人間の前に姿を現し、最終的には元の姿で、あれは自分達がやったことだと訴える。
その後は人間として暮らし、人間の世界で和尚として活動している。

おろく婆
本名：火の玉のおろく。赤い着物を着ている。気が強く、鶴亀和尚と共に狸たちをまとめる重鎮。
初登場時は、鷹ヶ森と鈴ヶ森の合戦の場に乱入し、狸たちの戦闘を終結させる活躍を見せる。化け学に精通しており若手狸の変化の講師を担当する。鶴亀和尚の狸の世界の掟を破る行動にいの1番に反対するが、最終的に自身の考え方も変わり、テレビの取材で「山はオラたちの棲み処、勝手に無くさんでもらいたい!これは山で生きるもの全ての願いじゃ‼︎」と叫ぶ。
その後は人間の姿で、「多摩の母」と名乗る占い師として生活している。
ヘアスタイルや着物などのデザインは、水木しげるによる「たぬき娘」や「着物狸」に似ている。

権太
本名：鷹ヶ森の権太。自分達に害をもたらす人間は皆殺しにすべきだと訴える過激な狸たち“強硬派”のリーダー格。鷹ヶ森を縄張りとしていた狸の長。狸のイメージらしかぬ、血の気が多く過激な思想の持ち主で、故郷の森を奪った人間を激しく憎悪し、人間達を永久追放・抹殺しようと目論む。
ニュータウン開発の妨害行為から凱旋後、不慮の事故（胴上げ中に全員がテレビニュースに驚き、画面前に殺到したため落下、更に大勢に踏まれたため）で複雑骨折、内臓破裂など全治1年の大怪我を負う。戦いに参加できないことを悔しがり、人間に大きな危害を加えない仲間達の生温いやり方を非難する。
その言動や行動は同族たちからも疎まれ気味で、かつて敵対関係にあった長老・青左衛門からも「何が多摩の狸達の為だ」と非難される。ただ、人間の追放論を演説中に「そしたら人間の料理が食べられなくなる」と訴えたぽん吉の言葉に反応し、涙ながらに「俺も食べたい」と叫んだり、狸達が集まった会議の場を同じく強硬派の狸達に占拠させクーデターを実行するが、直後、仲間達の食べ物の話につられて浮かれてしまい、成功には至らなくなる等、他の狸たち同様、食べ物の話だけは弱い部分もある。
最期は人間を憎む同志の狸と共に工事現場に座り込み、機動隊を相手に玉砕覚悟で攻撃を仕掛け奮戦するも、銃撃されて敗北する。それでも仲間数人共にアンデッドの様な状態で復活しね釣瓶落としに化け、道路で何台かの車を踏み潰しデコトラを威圧するも完全無視され轢かれてしまい、他の狸諸共死亡する。
ラスト付近では、人間の姿の正吉達が彼の墓参りをするシーンがある。

青左衛門
鈴ヶ森の長老。権太とはかつて敵対関係にあったが、森の危機から共に手を携える。その後は人間として暮らすが狸としての心意気を忘れ、逆に不動産業で森林開発に手を染めて大成功を収めていることが正吉によって語られている。

ぽん吉
正吉の幼馴染。変化できない並みの狸。怠け者だが、温厚な性格の持ち主で、登場する狸達の中でも最も狸らしい狸。
強硬派の権太が“人間は永久追放だ”と人間を全て追い払うつもりだという答えに対し、“人間を全部追い払ったら人間の料理が食べれなくなる”と反論したことが、権太たち強硬派や正吉たち他の狸たちの考えを少し変えることになる。
上述の通り化け狸ではないが、失望して後述の太三朗禿狸の洗礼を受け、船に乗ることはなく最後まで正吉と行動を共にし、町田に移る。物語のラストシーンでは視聴者にメッセージをおくる。

文太
本名：水呑み沢の文太。有力な変化狸に支援を求める使者として若手狸の中から選ばれ、二つ岩団三郎狸の消息を求めて佐渡へ旅立つ。
終盤で多摩に帰還した際には森の変貌ぶりに驚き、「俺はたった3年で浦島太郎だ。人間を化かしているはずなのに、化かされているのは狸の方じゃないのか」と嘆く。
その後は人間として生活している。

玉三郎
本名：鬼ヶ森の玉三郎。狸として整った容姿の持ち主で、人間に変化すれば爽やかなハンサムとなり、娘狸たちから黄色い歓声を浴びる場面もある。
文太と同じく、有力な狸に支援を求める使者として若手狸の中から選ばれ、金長狸を訪ねるべく四国に旅立つ。四国にたどり着いたものの、疲労から倒れ、金長の娘・小春に看病されたことから懇ろになり、子狸達をもうける。事件の後、正式に小春の夫となり、金長狸の跡目を継ぐ。

佐助
眼鏡をかけた頭脳明晰な化け狸。名前のある狸達の中では最年少と見られる。

六代目金長
徳島県小松島市にある金長大明神（金長神社）の主。小春の父親であり、玉三郎の義父となる。
四国から駆けつけた長老陣では最もストーリーに関わっており、人間との戦いでも唯一生き残る。終盤では金長神社に戻り、宮司に復帰している。

太三朗禿狸
屋島に住む狸。年齢は999歳という最高齢で、屋島の戦いの那須与一を見物していたという。
妖怪大作戦が失敗し刑部が死亡したことに大変なショックを受け、その後は変化できない狸を集めて踊念仏の教祖となり、最期はそのまま信者となった狸たちを連ねて宝船に変化し、補陀落渡海を決行。彼らと共に集団自決を遂げた。

隠神刑部
愛媛県松山市の狸で、八百八狸を統率している。
江戸時代、松山藩の御家騒動に関与したことを深く後悔しており、命尽きるまで自身の命を正義の為に使いたいとしていた。妖怪大作戦に尽力した結果、肉体的・精神的な限界を迎え、命を落とす。その際、来迎ともとれる描写がされている。
劇中に登場する他の狸たちに比べ、犬や狼に近い鋭い顔つきをしている。

二つ岩団三郎狸
佐渡に住む高名な変化狸。劇中では名前のみ登場。
六代目金長も“先生”と一目置くほどの存在だったが、文太が佐渡を訪れる45年前、戦後の食糧難の際、猟師に撃たれ落命していた。

お玉
権太の妻。夫を深く愛しており、彼が重傷を負ったときにも献身的に看病する。

小春
六代目金長の一人娘。金長との面会を果たした後、疲労から倒れた玉三郎を介抱するうち恋仲となり、3匹の子狸をもうける。

花子
ぽん吉のガールフレンド。

お福
正吉達の仲間の雌狸。

熊太郎
馬の背山の稲荷神社に住む狸。正一位のお使い狐に化けて人間たちを化かす。

林
神奈川県藤野町（現:相模原市）に住む狸。自分たちの森に捨てられる土がどこから運ばれてくるかを調べるため、ダンプカーの荷台に紛れて多摩にやってくる。変化はできるがあまり得意ではなく、葉っぱを頭にのせて中年男性の姿に変化したものの、荷台で揺られるうちに体力が尽きて元の狸に戻る。

竜太郎
多摩堀之内の変化狐。狸たち同様に土地開発で住処を奪われたため、変化術を使って人間に化け、他の変化狐をホステスに使い、クラブ経営者として生活している。
金長に接触し、多摩の並の狐たちの末路と生き延びた仲間達の現状を伝え、変化術を使って人間社会に紛れるよう勧める。その裏ではワンダーランドの経営者に、変化狸を従業員として雇い入れるようもちかけていたが、金長たちの罠にかかり、資金の一億円を持ち逃げされる。

水木先生
狸たちが行った化かしを超常現象として扱っているテレビ番組に出演したコメンテーター。多発する超常現象に関して、「このような祟りの類はこれからも出る」という意味深長な発言をしている。

## 設定と用語

### 化け学
化け学は人を脅かし、あるいは見誤らせる技術全般を指す。「身体の全組織組み替えの驚異」であり、擬態と比べてより高度なものであるという。
作中ではタヌキ以外に化け学を身に付けているのは狐と一部の猫のみとされ、カメレオンによる擬態は化け学の初歩的なものともされている。また、同じタヌキであっても化け学の修得状況には個人差や地域差が大きく、舞台となる多摩丘陵においては変化本能を維持してきた変化ダヌキは少なく、変化本能をほとんど失った並ダヌキが大半となっている。一方で阿波、讃岐、伊予、佐渡のように変化の伝統を守り続けてきた地域も存在し、作中では多摩丘陵のタヌキたちが化け学指南役として四国と佐渡から有名な変化ダヌキの長老たちを招へいしている。
タヌキが得意とするものは変身術（特にお化けや妖怪への変身）と幻影や幻覚を与える能力であり、それ以外にも、物体を他のより高価なものに化かすことや、人間への憑依も可能である。映画中で演じられる様々な化かし方は、その大部分がきわめて伝統に則ったものである。また、雄のタヌキは陰嚢を広げ、これを様々に変形させて非常に効果的に使用する。頭に葉を乗せることで変身するとの伝承があるが、これは精神集中のための手段の一つでしかなく、これにこだわる必要はない。また、現代化学では木の葉を使ったお札は人間に露見する危険性が極めて高いため御法度とされている。
衣装や小道具を持った人間に化ける場合のように、極めて精巧な変化を行う場合は体力の消耗が激しく、長時間の変化では疲労素が目のまわりに溜まることによって「タヌキ隈」と呼ばれる隈が生じることが多い。タヌキ隈が現れた場合は元の狸に戻ってしまいやすいため、変化を持続させなければならない場合には、漢方薬や栄養ドリンクを用いて体力回復を図る必要がある。また、大掛かりな幻術を仕掛ける場合には多大なエネルギーを必要とし、強力なタヌキ集団が団結しても、しばしば力を使い果たして失神したり、果ては妖怪大作戦中の隠神刑部のように絶命することも珍しくない。

### 妖怪大作戦
玉三郎が四国から帰郷した際に伴った、太三朗禿狸・隠神刑部・六代目金長の三長老が指導した人間に対する作戦。狸たちは具現化した百鬼夜行でニュータウンを襲った。

#### 隠れキャラクター
狸たちが妖怪大作戦を決行するシーンで、4つのジブリキャラクターが登場する。いずれも画面を横切るのみで、一瞬だけ登場。それぞれの作品の空を飛ぶ場面を再現しているが、大トトロの体には中と小トトロやサツキとメイはしがみついておらず、キキは黒猫のジジを連れていない。
- 『となりのトトロ』に登場する大トトロ。コマに乗り、傘を持っている。

- 『魔女の宅急便』の主人公、キキ。ほうきに乗っている。
- 『おもひでぽろぽろ』の主人公、岡島タエ子（小学5年生時代）。彼女自身の空想の中で空を泳いでいる姿。
- 『紅の豚』の主人公、ポルコ・ロッソ。赤いサボイアS.21に乗っている。

## 声の出演
他のジブリ作品と同様、俳優が多く起用されている。また、落語家やベテラン俳優が数多く出演している。なお高畑は日本のアニメでは珍しいプレスコを用いることが多い。
| キャラクター                        | 日本語版                                                | 英語版                           |
| ----------------------------------- | ------------------------------------------------------- | -------------------------------- |
| 語り                                | 古今亭志ん朝                                            | モーリス・ラマーシュ             |
| 正吉                                | 野々村真                                                | ジョナサン・テイラー・トーマス   |
| おキヨ                              | 石田ゆり子                                              | トレス・マクニール               |
| 鶴亀和尚                            | 柳家小さん (5代目)                                      | アンドレ・ストウカ               |
| おろく婆                            | 清川虹子                                                | トレス・マクニール               |
| 権太                                | 泉谷しげる                                              | クランシー・ブラウン             |
| 青左衛門                            | 三木のり平                                              | J・K・シモンズ                   |
| ぽん吉                              | 林家こぶ平 （現・林家正蔵）                             | デヴィッド・オリヴァー・コーエン |
| 文太                                | 村田雄浩                                                | ケビン・マイケル・リチャードソン |
| 玉三郎                              | 神谷明                                                  | ウォレス・カース                 |
| 佐助                                | 林原めぐみ                                              | マーク・ドナート                 |
| 六代目金長                          | 桂米朝                                                  |                                  |
| 太三朗禿狸                          | 桂文枝 (5代目)                                          | ブライアン・ジョージ             |
| 隠神刑部                            | 芦屋雁之助                                              | ジェス・ハーネル                 |
| お玉                                | 山下容莉枝                                              | ルシー・テイラー                 |
| 小春                                | 黒田由美                                                | オリヴィア・ダボ                 |
| 花子                                | 永衣志帆                                                |                                  |
| お福                                | 水原リン                                                |                                  |
| 林                                  | 加藤治                                                  | ブライン・ポゼーン               |
| 竜太郎                              | 福澤朗                                                  | ジョン・ディマジオ               |
| 水木先生                            | 藤本譲                                                  |                                  |
| 地元の人                            | 北村弘一                                                |                                  |
| 正吉が化けた子供                    | 稲葉祐貴                                                |                                  |
| おキヨが化けた子供                  | 江碕玲菜                                                |                                  |
| 屋台の客                            | 矢田稔 中庸助                                           |                                  |
| 警察官                              | 森川智之                                                |                                  |
| 年上の警察官                        | 岸野一彦                                                |                                  |
| 飯場のAさん                         | 小関一                                                  |                                  |
| 用心棒                              | 江川央生                                                |                                  |
| 狸を見た兄                          | 林勇                                                    |                                  |
| 狸を見た妹                          | 児玉英子                                                |                                  |
| 機動隊員                            | 藤巻直哉                                                |                                  |
| キャスター                          | 阿川佐和子                                              | マーク・モーズリー               |
| アナウンサー                        | 石川牧子 岩隈政信 芦沢俊美 永井美奈子 保坂昌宏 舛方勝宏 | マーク・モーズリーほか           |
| 世間まる見えテレポーター リポーター | 井口成人                                                |                                  |
| 女タヌキ                            | 鈴木弘子                                                |                                  |
| 吟う女タヌキ                        | 佐久間レイ                                              |                                  |
| 女タヌキ族長                        | 峰あつ子                                                |                                  |
| 男タヌキ族長                        | 西村智博                                                |                                  |
| 親衛隊に化けたタヌキ                | 菅原淳一 石川ひろあき                                   |                                  |
| 男タヌキ                            | 坂東尚樹 関智一                                         |                                  |

## スタッフ

### 映像制作
| 製作                 | 製作                 | 徳間康快 |
| 企画                 | 企画                 | 宮崎駿 |
| 原案                 | 原案                 | 『阿波狸合戦』 杉浦茂 『八百八狸』（集英社） 井上ひさし 『腹鼓記』（新潮社文庫） |
| 原案協力             | 原案協力             | 水木しげる |
| 絵コンテ             | 絵コンテ             | 高畑勲、百瀬義行 |
| 音楽                 | 音楽                 | 古澤良治郎 上々颱風（紅龍、渡野辺マント、後藤まさる、安田尚哉） |
| 唄                   | 唄                   | 上々颱風（猪野陽子、白崎映美、西川郷子） |
| イメージボード       | イメージボード       | 百瀬義行、大塚伸治 |
| 画面構成             | 画面構成             | 百瀬義行 |
| キャラクターデザイン | キャラクターデザイン | 大塚伸治 |
| 作画監督             | 作画監督             | 大塚伸治、賀川愛 |
| 作画監督補佐         | 作画監督補佐         | 河口俊夫、箕輪博子 |
| 原画                 | 原画                 | 近藤喜文、山川浩臣、二木真希子、安藤雅司、野田武広、石井邦幸、高坂希太郎、清水洋、芳尾英明、篠原征子、大谷敦子、栗田務、小村正之、稲戸武史、松瀬勝、森友典子 遠藤正明、古屋勝悟、田辺修 、小西賢一、吉田健一、近藤勝也、河口俊夫、箕輪博子 テレコム・アニメーションフィルム 友永和秀、富沢信雄、田中敦子、末永宏一、滝口禎一、野口寛明 |
| 動画チェック         | 動画チェック         | 舘野仁美、中込利恵、藤村理枝 |
| 動画                 | 動画                 | 手島晶子、井上博之、笹木信作、小野田和由、鈴木麻紀子、横山和美、東誠子、長嶋陽子、近藤梨恵、松下敦子、坂野方子、大村まゆみ、斉藤昌哉、中村勝利、倉田美鈴、鈴木まり子 佐藤伸子、山浦由加里、末田久子、常木志伸、山本まゆみ、松島明子、北島由美子、柴田和子、粉川剛、桑名郁朗、松尾真理子、岡田妙智子、西戸スミエ、コマサ、椎名律子、太田久美子 安立晶彦、真野鈴子、山田憲一、柴田絵理子、沢九里 山森英司、槇田喜代子、宮林英子、岩柳恵美子、伊藤由美子、堀井久美 テレコム・アニメーションフィルム 与沢桂子、正路真由美、酒井一実、清水由紀子、木村豪、藤森まや、矢沢真由、大木賢一、後藤美幸、富野昌江、高橋夏子、鈴木貴大 |
| 作画協力             | 作画協力             | アニメトロトロ、OH!プロダクション、スタジオコクピット、グループどんぐり、スタジオたくらんけ、京都アニメーション、亜細亜堂 |
| 美術監督             | 美術監督             | 男鹿和雄 |
| 背景                 | 背景                 | 久村佳津、武重洋二、田村盛揮、山川晃、黒田聡、伊奈涼子、太田清美、長縄恭子、平原さやか、田中直哉、春日井直美 |
| 特殊効果             | 特殊効果             | 谷藤薫児、橋爪朋二、玉井節子 |
| 色彩設計             | 色彩設計             | 保田道世 |
| セル検査             | セル検査             | 小野暁子 |
| 仕上                 | 仕上                 | 小川典子、大城美奈子、大附沢幸恵、井関真代、森奈緒美、守屋加奈子、熱田尚美、片山由里子 スタジオキリー 久保田龍子、工藤百合子、西澤弘子、向井文江、森沢千代美 酒井雅代、中里友美 平林和広、新井常隆、吉田竹美、柚木脇達己、宮本智恵美 IMスタジオ 伊勢田美千代、成田照美、高山恭代、福間栄子、柴田美知子。小沼真理子、谷田陽子、原慶子、飯島哲子、中畑ひとみ、古沢和美、小林一夫 トレース・スタジオM 渡辺芙美子、醍醐玲子、吉田さよ子、前野泉、本橋恵美子、相原明子、金内順子、杉山和歌子 スタジオアド 沢目まゆみ、渋沢静江、小島登美子、芳野紀代子                                                                         |
| 仕上協力             | 仕上協力             | 京都アニメーション、スタジオＯＺ |
| CG制作               | CG制作               | 日本テレビ技術局制作技術センターCG部 菅野嘉則 |
| 撮影監督             | 撮影監督             | 奥井敦 |
| 撮影                 | 撮影                 | 薮田順二、高橋わたる、古城環 |
| 技術協力             | 技術協力             | ムラオ スタック 斉藤芳郎、道家正則 |
| 音響制作             | 音響制作             | オーディオ・プランニング・ユー |
| 音響制作デスク       | 音響制作デスク       | 小澤恵 |
| 音響監督             | 音響監督             | 浦上靖夫 |
| 整音                 | 整音                 | 大城久典 |
| 整音助手             | 整音助手             | 山本寿 |
| 音響効果制作         | 音響効果制作         | 東京演劇音響研究所 |
| 音響効果             | 音響効果             | 柏原満 |
| 録音スタジオ         | 録音スタジオ         | 日映録音、サラウンド・フォーラム |
| 録音                 | 録音                 | APUスタジオ |
| タイトル             | タイトル             | 真野薫、道川昭 |
| 編集                 | 編集                 | 瀬山武司 |
| 編集助手             | 編集助手             | 足立浩、水田経子 |
| 編集所               | 編集所               | 瀬山編集室 |
| 監督助手             | 監督助手             | 松見真一、大塚雅彦 |
| 制作担当             | 制作担当             | 高橋望 |
| 制作チーフ           | 制作チーフ           | 川端俊之 |
| 制作デスク           | 制作デスク           | 田中千義、西桐共昭、佐藤由紀 |
| 制作進行             | 制作進行             | 有富興二、大塚浩二、伊藤裕之 |
| 制作事務             | 制作事務             | 山本珠実、山田尚美、野中晋輔 |
| キャラクター商品開発 | キャラクター商品開発 | 今井知己、稲城和美、浅野宏一 |
| 出版担当             | 出版担当             | 海岸洋文 |
| 取材協力             | 取材協力             | 横倉舜三 |
| 狸観察・取材         | 狸観察・取材         | 池田啓、桑原紀子 |
| 浮世絵協力           | 浮世絵協力           | 稲垣進一 |
| 背景写真協力         | 背景写真協力         | 小林のりお |
| 協力                 | 協力                 | 永井丈雄、斎藤カメ 多摩市史編集委員会、小川智彦 |
| 資料協力             | 資料協力             | 遅筆堂文庫、柳原書店 |
| 髪型デザイン協力     | 髪型デザイン協力     | 山田かつら |
| 作業服デザイン協力   | 作業服デザイン協力   | 藤和 |
| お寿司取材           | お寿司取材           | 割烹舟和 |
| 幼児取材             | 幼児取材             | 東大泉保育園 |
| 映像提供             | 映像提供             | 大映映像 |
| DOLBY STEREO技術協力 | DOLBY STEREO技術協力 | コンチネンタルファーイースト株式会社 森幹生 |
| 現像                 | 現像                 | IMAGICA |
| 制作                 | 制作                 | スタジオジブリ |
| プロデューサー       | プロデューサー       | 鈴木敏夫 |
| 原作 脚本 監督       | 原作 脚本 監督       | 高畑勲 徳間書店刊 |

### 製作委員会
| 総指揮             | 徳間康快 |
| 代表               | 氏家齊一郎、磯辺律男 |
| 代表委員           | 山下辰巳、東海林隆 |
| 推進代表           | 小金井道宏、漆戸靖治、間部耕苹、瀬木博政 |
| 推進委員           | 尾形英夫、萩原敏雄、宮川智雄 |
| 広報               | 立柗典子 |
| プロデューサー     | 菊川幸夫、武井英彦、伊藤響、森江宏 |
| 実行委員           | 徳間書店 大塚勤、金子彰、西澤正彦、吉田哲彦、川井久恵、筒井亮子 日本テレビ 奥田誠治、高橋博、藤本鈴子 博報堂 佐藤孝、澤田初日子、大野茂、齋藤久臣、鈴木伸子、藤巻直哉 スタジオジブリ 古林繁、柳沢因、新井章吉、一村晃夫、洞口朋紀、山内芳子 |
| 企画協力           | アニメージュ編集部 荒川進、山平松夫 |
| 宣伝プロデューサー | 徳山雅也、矢部勝 |
| 特別協賛           | JA共済 池田修一 |
| 特別協力           | 読売新聞 芸術文化振興基金助成事業 |
| 配給               | 東宝 |

## 音楽

### テーマ曲
ぽんぽこ愛のテーマ『アジアのこの街で』
歌 - 上々颱風 / 作曲 - 猪野陽子 / 編曲 - 上々颱風、古澤良治郎 / 作詞 - 紅龍
エンディング『いつでも誰かが』
歌 - 上々颱風 / 作曲 - 紅龍 / 編曲 - 上々颱風 / 作詞 - 紅龍
本作公開の前年に、映画『夜逃げ屋本舗2』の主題歌に起用されていた。

## 関連商品

### 映像ソフト
- 平成狸合戦ぽんぽこ VHS - 徳間書店（1995年1月1日）
- 平成狸合戦ぽんぽこ LD - 徳間書店（1997年6月19日）
- 平成狸合戦ぽんぽこ VHS - ブエナ ビスタ ホーム エンターテイメント（1998年12月26日）
- 平成狸合戦ぽんぽこ DVD - ブエナ ビスタ ホーム エンターテイメント（2002年12月18日）
- 平成狸合戦ぽんぽこ Blu-ray Disc - ウォルト・ディズニー・スタジオ・ジャパン（2013年11月6日）

### 出版
- シナリオ 平成狸合戦ぽんぽこ（スタジオジブリ・徳間書店、1994年6月30日）ISBN 4-19-860115-1
- 菩提餅山万福寺本堂羽目板之悪戯―総天然色漫画映画「平成狸合戦ぽんぽこ」イメージ・ボード集（スタジオジブリ・徳間書店、1994年7月31日）ISBN 4-19-860144-5
- 平成狸合戦ぽんぽこ（ジス・イズ・アニメーション）（小学館、1994年9月1日）ISBN 4-09-101540-9
- 平成狸合戦ぽんぽこ（徳間アニメ絵本）（徳間書店、1994年9月30日）ISBN 4-19-860170-4
- 平成狸合戦ぽんぽこ―フィルムコミック (1) （徳間書店〈アニメージュコミックス〉、1994年10月30日）ISBN 4-19-770017-2
  - 平成狸合戦ぽんぽこ―フィルムコミック (2) （1994年10月30日）ISBN 4-19-770018-0
  - 平成狸合戦ぽんぽこ―フィルムコミック (3) （1994年11月30日）ISBN 4-19-770023-7
  - 平成狸合戦ぽんぽこ―フィルムコミック (4) （1994年11月30日）ISBN 4-19-770024-5
- スタジオジブリ作品関連資料集Ⅴ（スタジオジブリ・徳間書店、1997年2月28日）ISBN 4-19-860660-9
- 平成狸合戦ぽんぽこ（スタジオジブリ絵コンテ全集9）（スタジオジブリ・徳間書店、2001年11月30日）ISBN 4-19-861451-2
- 平成狸合戦ぽんぽこ（シネマ・コミック8） （文藝春秋〈文春ジブリ文庫〉、2015年1月）ISBN 4-16-812107-0
- 平成狸合戦ぽんぽこ（ジブリの教科書8） （スタジオジブリ編・文藝春秋〈文春ジブリ文庫〉、2015年1月）ISBN 4-16-812007-4

### 音楽
- 平成狸合戦ぽんぽこ イメージアルバム 徳間ジャパンコミュニケーションズ（（再発版CD / 1997年4月21日）TKCA-71140（オリジナル盤 / 1994年6月25日））
- 平成狸合戦ぽんぽこ サウンドトラック 徳間ジャパンコミュニケーションズ（（再発版CD / 1997年4月21日）TKCA-71141（オリジナル盤 / 1994年7月16日））
- 平成狸合戦ぽんぽこ ドラマ編 徳間ジャパンコミュニケーションズ（1994年9月25日）TKCA-70490

## 受賞歴
- 第49回毎日映画コンクールアニメーション映画賞
- 第12回ゴールデングロス賞[10]
  - 予告編コンクール賞
  - マネーメイキング監督賞
- アヌシー国際アニメーション映画祭
  - 長編部門グランプリ（1995年）
- 第67回アカデミー国際長編映画賞(旧外国語映画賞) 日本代表

## テレビ放送の視聴率
| 回数 | 放送日               | 視聴率 |
| ---- | -------------------- | ------ |
| 1    | 1995年10月06日（金） | 19.2%  |
| 2    | 1998年03月13日（金） | 17.8%  |
| 3    | 2000年02月25日（金） | 17.5%  |
| 4    | 2002年10月18日（金） | 14.4%  |
| 5    | 2004年08月27日（金） | 13.0%  |
| 6    | 2006年11月10日（金） | 11.4%  |
| 7    | 2013年07月12日（金） | 13.2%  |
| 8    | 2015年08月28日（金） | 07.3%  |
| 9    | 2019年04月05日（金） | 06.0%  |